# لويس مونتروز
لويس مونتروز (بالإنجليزية: Louis Adrian Montrose)‏ هو مصور أمريكي، ولد في 1950 في لندن في المملكة المتحدة.